# N’Zi (Region)
N’Zi ist eine Verwaltungsregion der Elfenbeinküste im Distrikt Lacs mit der Hauptstadt Dimbokro. Sie wurde 2011 gegründet. 2012 wurde die Region geteilt, um die Region Moronou zu gründen.
Laut Zensus 2014 leben in der Region 247.578 Menschen.
Die Region ist in die Départements Bokanda, Dimbokro und Kouassi-Kouassikro eingeteilt.